# 美国穆斯林委员会
美国穆斯林委员会（American Muslim Council、缩写AMC）是一个于1990年成立于华盛顿的伊斯兰教组织，其宗旨是促进对美国国内穆斯林的理解、以及维护他们的公民权，创始人为厄立特里亚裔美国人阿卜杜拉曼·阿穆迪。在其成立早期，便致力于提升美国穆斯林的公众形象，在政府的庆典和其他象征性活动中扮演了较重要角色。1991年，在众议院开会前，AMC的西拉杰·瓦哈基便做了一番祷告。这是美国第一个如此做的穆斯林。